# Ter
A Ter (IPA: [ˈtɛɾ]) egy folyó Spanyolországban, azon belül Katalóniában. Girona városát érinti.

## Leírás
A Ter hossza 208 kilométer, nagyobb és bővízűbb (25 m³/s) más katalán belső folyóknál. Forrása Ulldeter településen van, a Keleti-Pireneusokban, a francia határához közel. Először délkeletnek, azután délnyugatnak tart. Ripolltól dél félé halad, majd kelet felé fordul. Többek között Girona városán is átfolyik. Colomersnél egy nagy kanyart ír le, és itt indul belőle a Rec del Molí öntözőcsatorna északkelet felé. Végül a Földközi-tengerbe ömlik a Costa Braván, Torroella de Montgrí községben, l'Estartit városka közelében, Gola del Ter strandnál. 
Bő vize igen sokféle gazdasági tevékenységet segít, ipari csatornái például kiváló textilipart tesznek lehetővé. A Ter völgye mezőgazdaságilag jelentős gyümölcstermelő terület.

### Mellékfolyói
Ritort, Freser, Ges, Gurri, Brugent, Güell, Onyar, Terri, Farga, Daró. 

### Víztározók
Pantà de Sau, Pantà de Susqueda és Pantà del Pasteral.

## Fontosabb települések a folyó mentén
- Camprodon
- Sant Joan de les Abadesses
- Ripoll
- Torelló
- Manlleu
- Roda de Ter
- Girona
- Cervià de Ter
- Colomers
- Torroella de Montgrí

## Képek

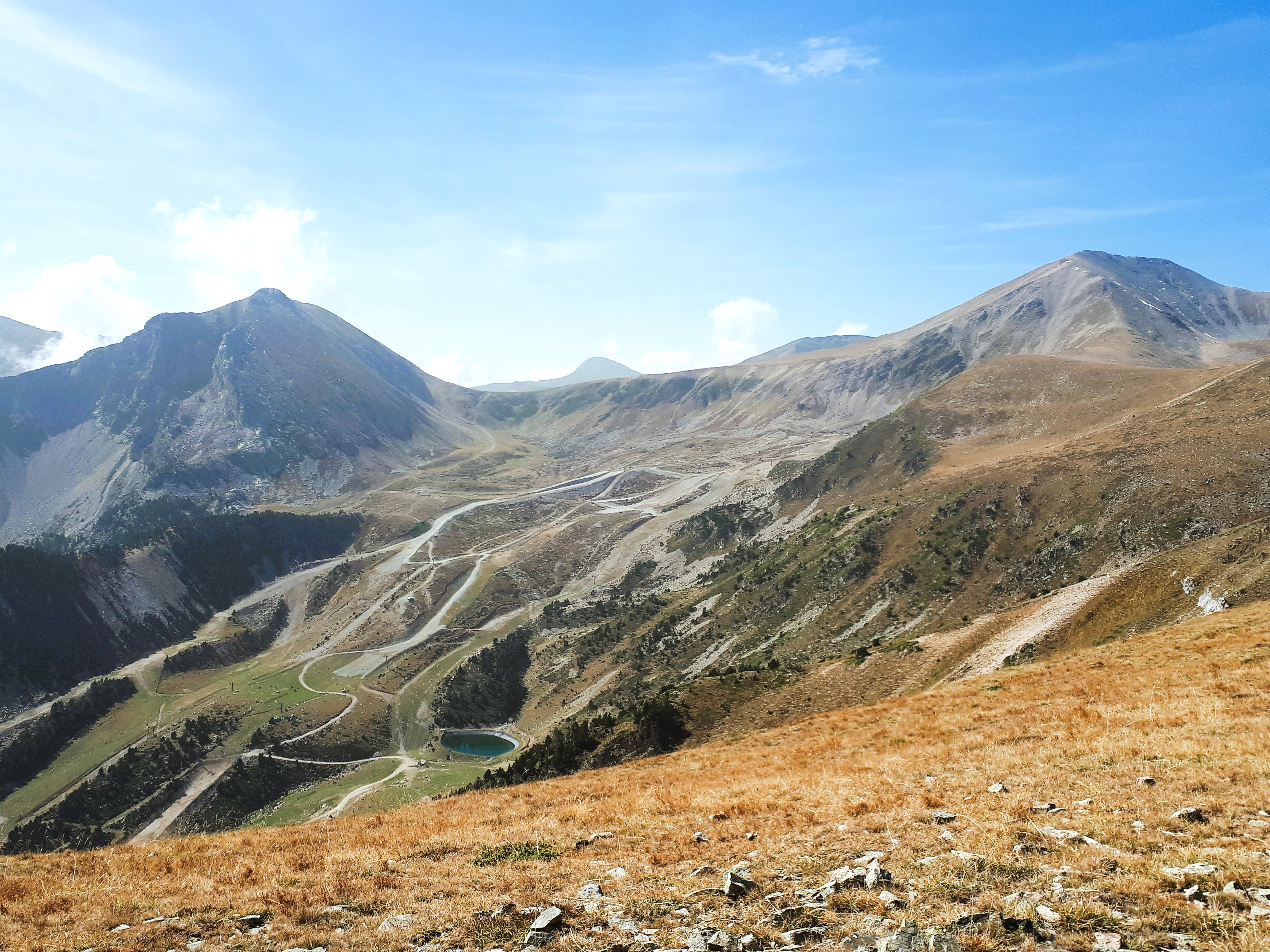
A Ter forrása
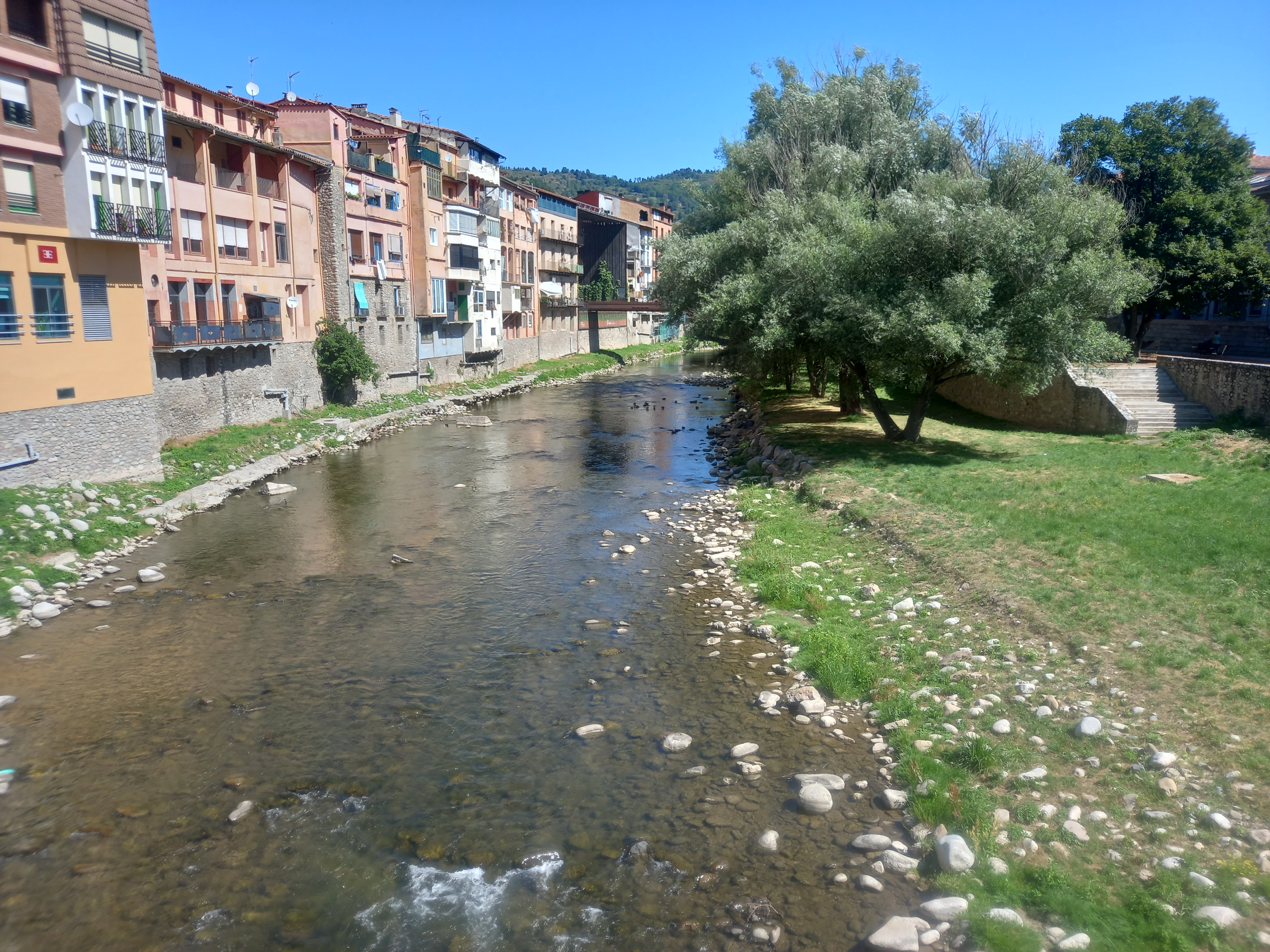
Ripollnál
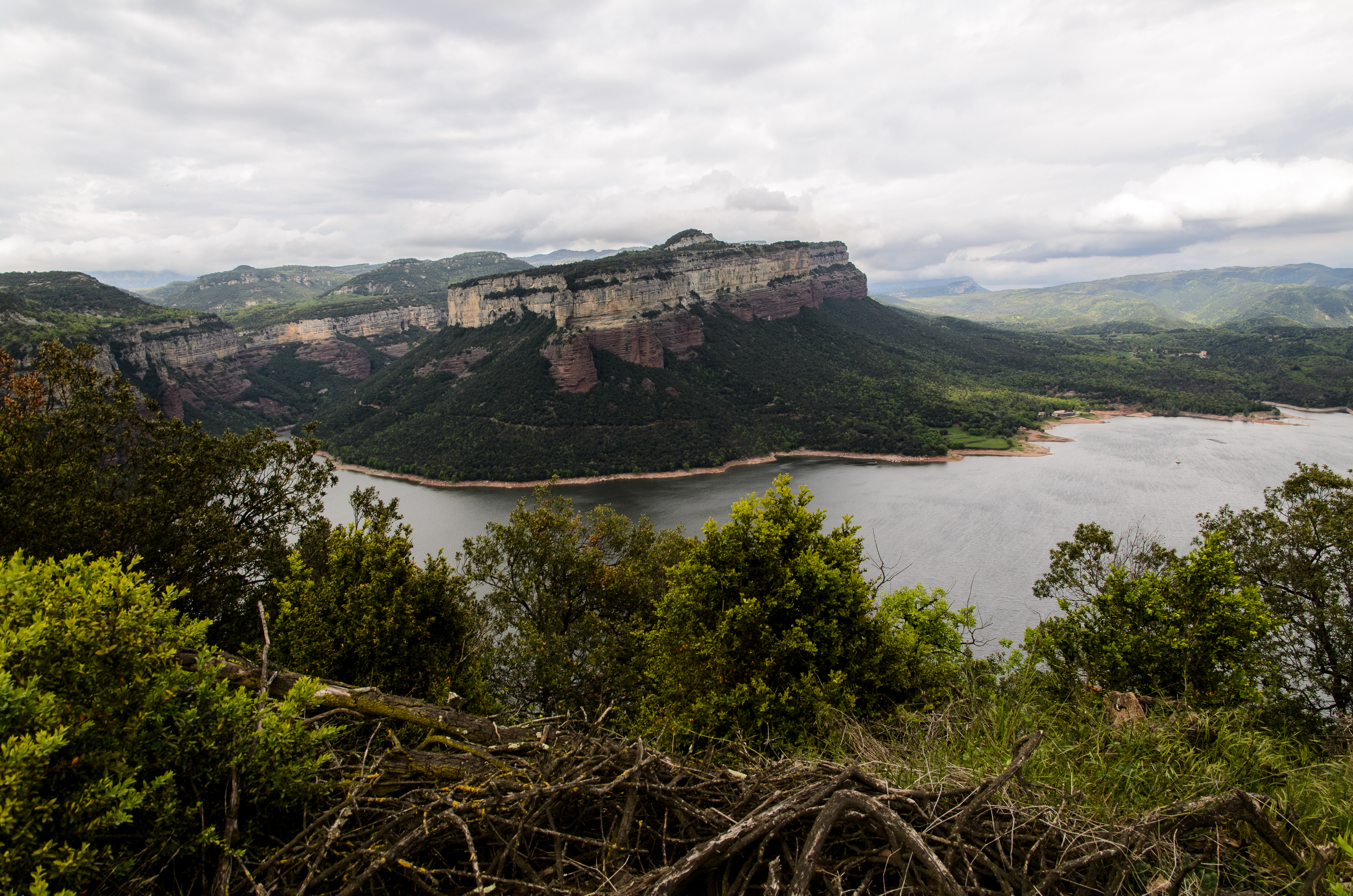
Pantà de Sau víztározó
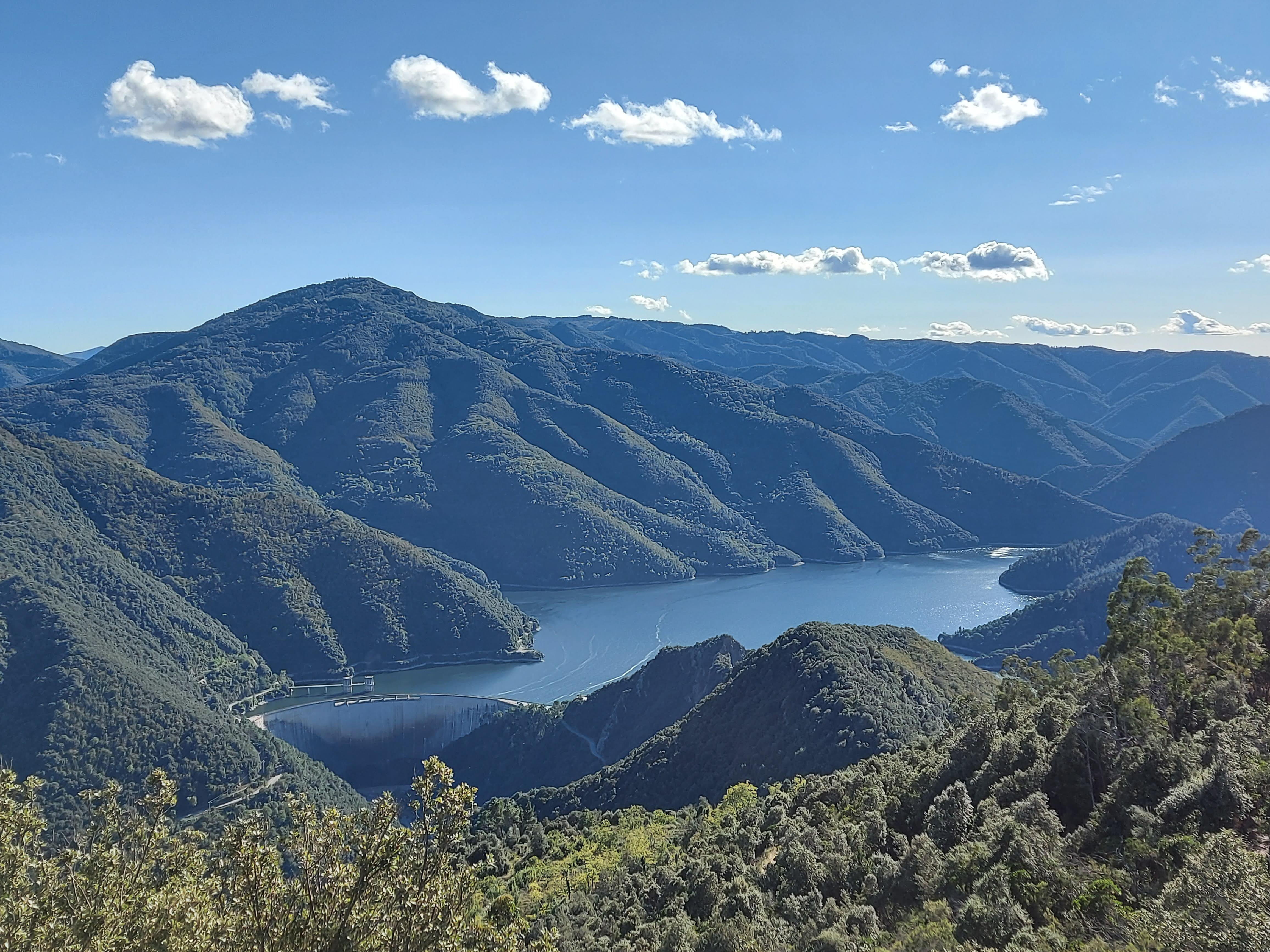
Pantà de Susqueda víztározó
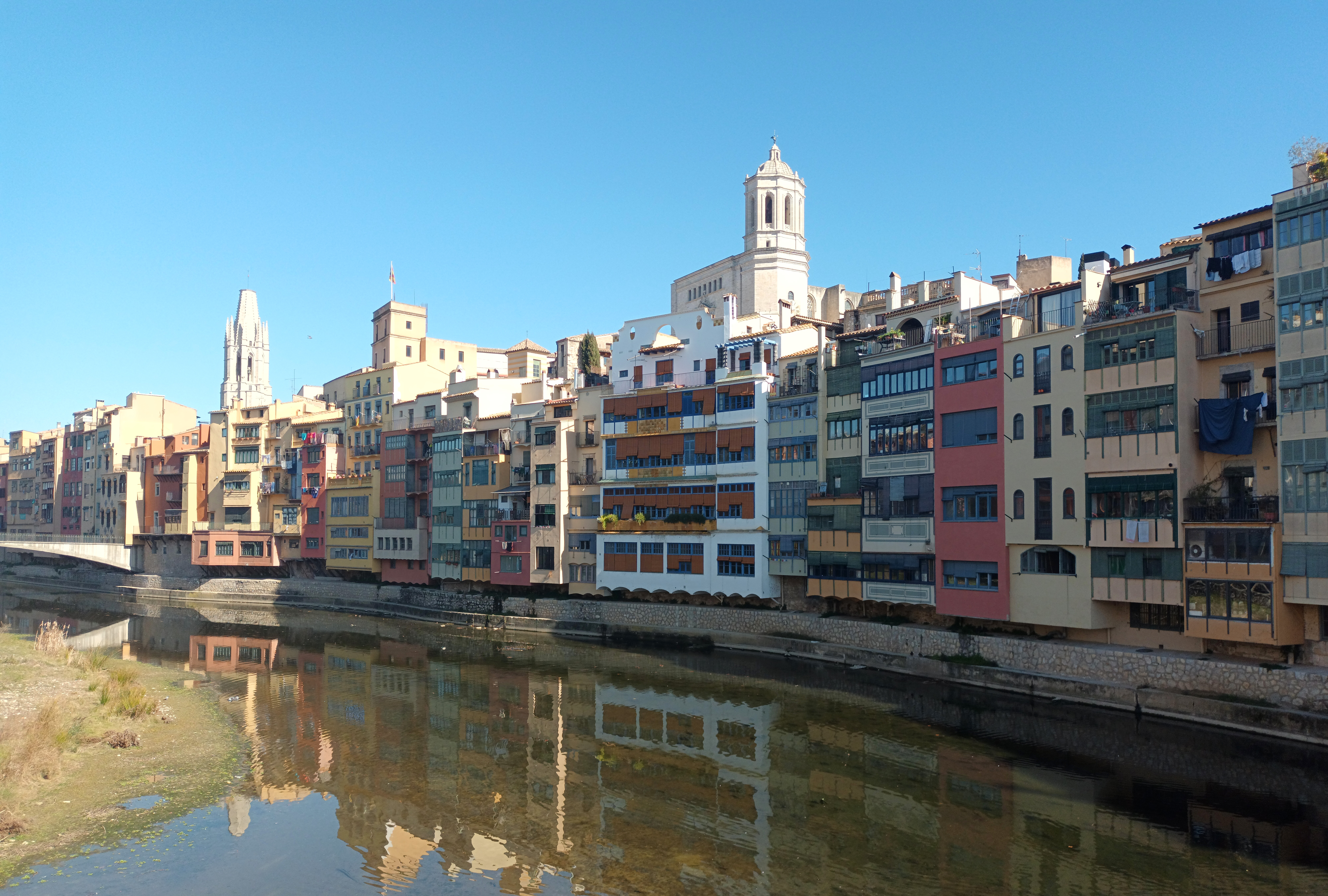
Gironánál
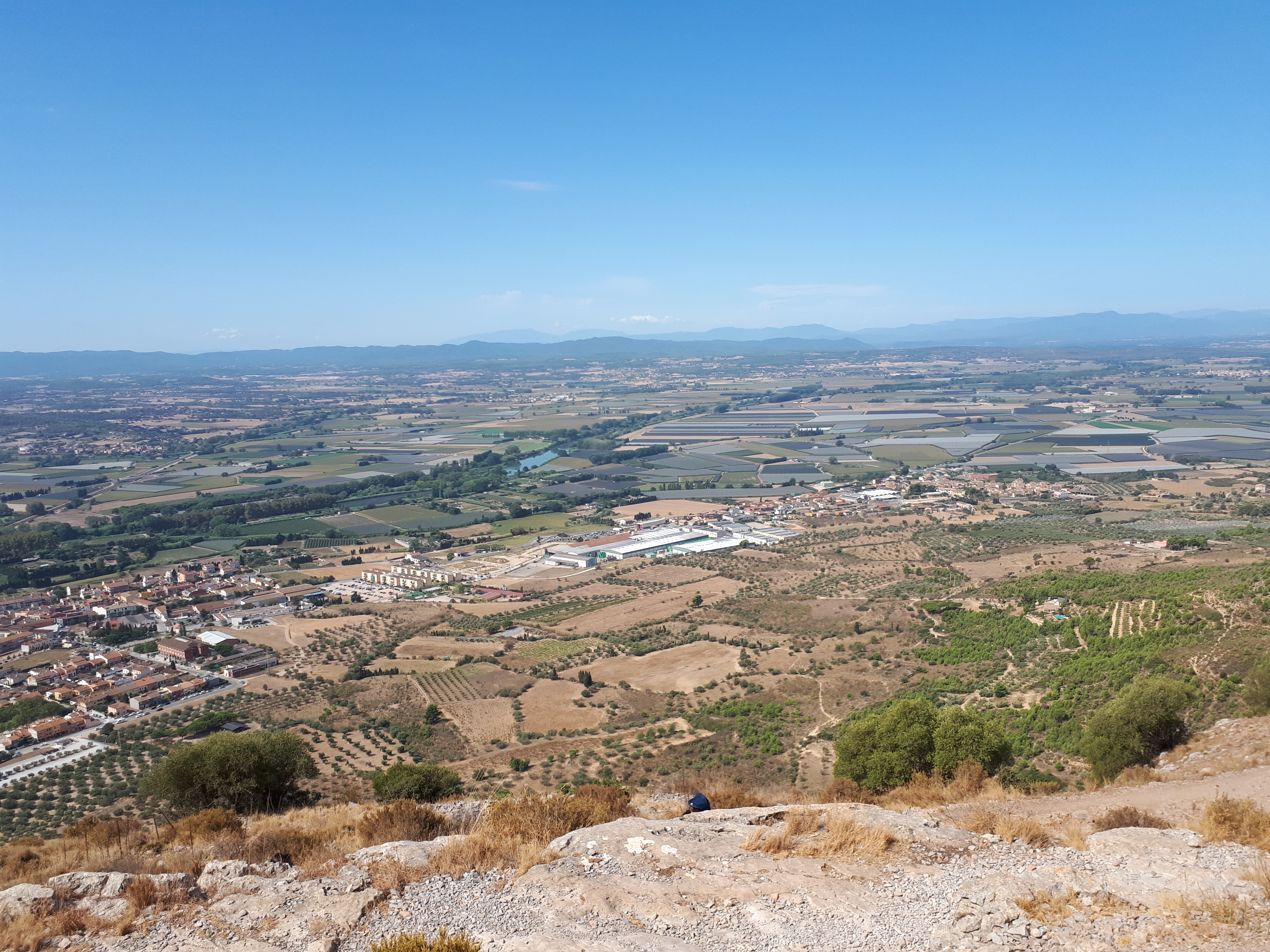
Torroella de Montgrínál
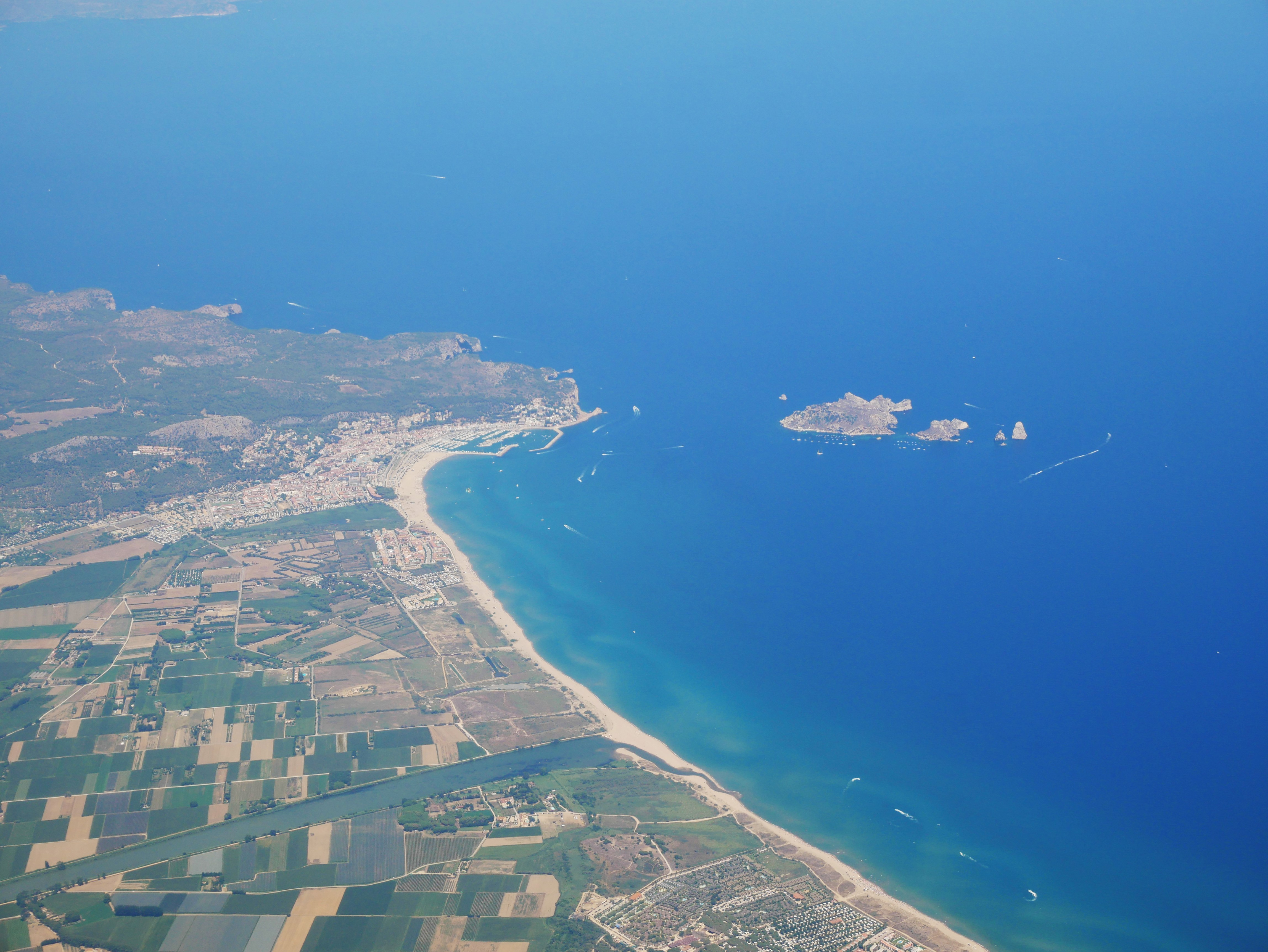
A Ter torkolata
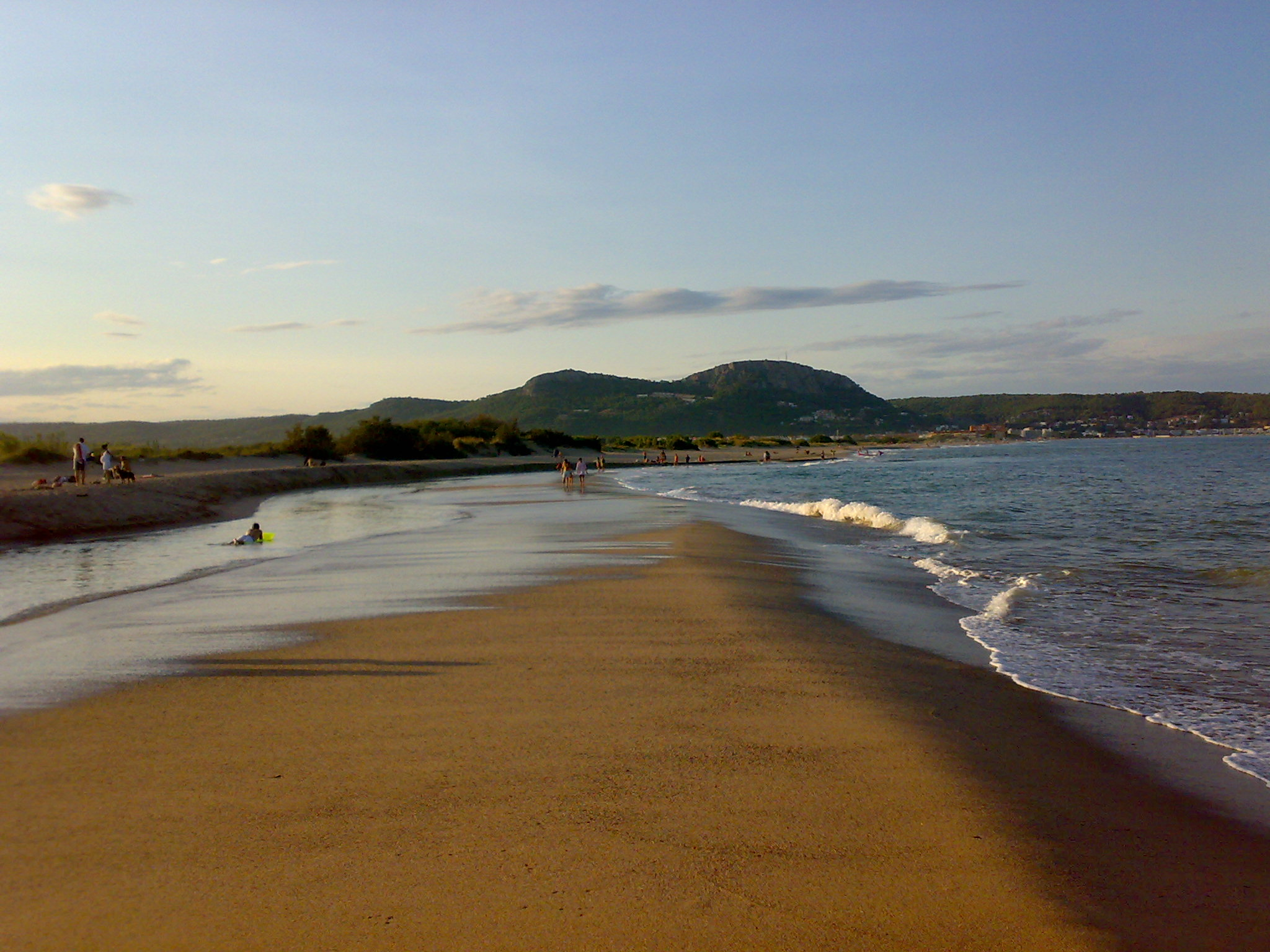
Gola del Ter